# دالیان (ترکیه)
دایلان (به ترکی استانبولی: Dalyan) یک منطقهٔ مسکونی در ترکیه است که در استان موغله واقع شده‌است.